# Käsu Hans

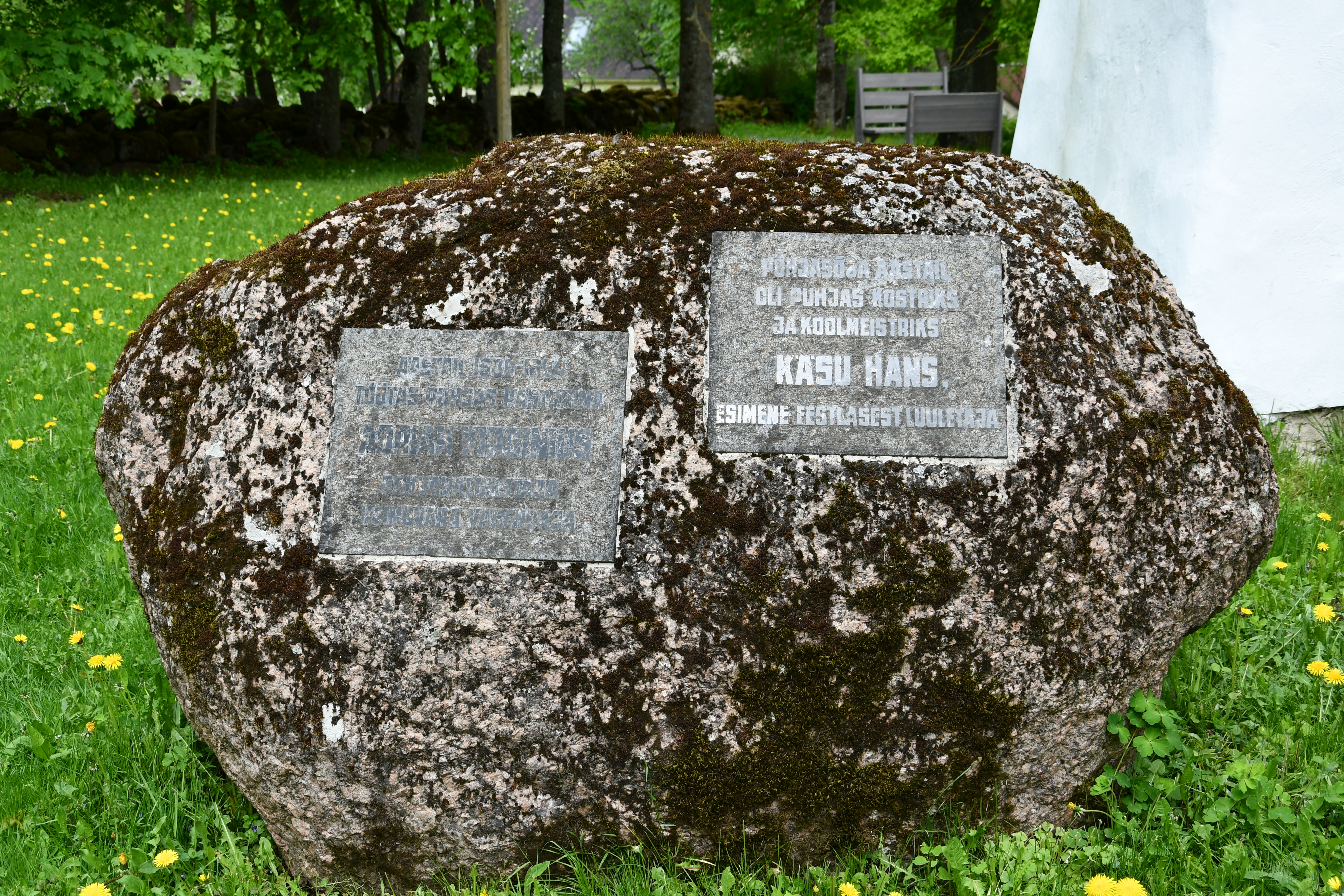
Gedenkstein für Käsu
Hansu im Garten der Kirche von Puhja.

Käsu Hans (* unbekannt; † wahrscheinlich 1715 in Puhja) war ein estnischer Dichter.

## Leben
Über Käsu Hans (oder Hans Kes) ist wenig bekannt. 1701 war er in Puhja in der Nähe von Tartu als Küster angestellt. Möglicherweise war er estnischer Herkunft. Damit wäre er der erste Dichter estnischer Abstammung, der namentlich bekannt ist.

## „Ach, ich arme Stadt Tartu“
Wahrscheinlich um 1708 verfasste Käsu Hans in Tartuer Sprache sein berühmtes Gedicht Oh! ma waene Tardo Liin („Ach, ich arme Stadt Tartu“). Darin schildert er einerseits die einstige Blüte und Schönheit Tartus, andererseits beklagt er die vollständige Zerstörung der Stadt 1704–1708 im Großen Nordischen Krieg (1700–1721) durch russische Truppen. Nach langer Belagerung wurde die Stadt im Juni 1708 unter Peter I. erobert und am 12. Juli 1708 auf Befehl des Zaren dem Erdboden gleichgemacht.
Das Gedicht (32 Strophen) ist gereimt und in drei Teile gegliedert. Käsu Hans beschreibt nicht nur das Ereignis, sondern ermahnt (insbesondere die Städte Tallinn, Riga und Pärnu), sich vor den Strafen Gottes zu hüten. Das Gedicht zeigt eine Kenntnis sowohl der estnischen und livländischen Geschichte als auch der theologischen und kirchlichen Literatur der Zeit und der estnischen Volksdichtung. Es ist das erste erhaltene Gedicht in estnischer Sprache, das aus einem historischen Anlass heraus verfasst wurde. Es enthält keinerlei barocke Elemente, sondern ist eher eine Reportage über das Ereignis, das die damaligen Zeitgenossen nachhaltig schockiert hatte.
Das Original des Gedichts ist nicht erhalten. Er wurde wahrscheinlich im Volksmund überliefert. Die erste erhaltene Abschrift (von insgesamt acht) stammt aus dem Jahre 1714 vom damaligen Pastor der Tartuer Johanniskirche, Johann Heinrich Grotjan.